# (11001) Andrewulff
(11001) Andrewulff (1979 MF) – planetoida z pasa głównego asteroid okrążająca Słońce w ciągu 3,33 lat w średniej odległości 2,23 j.a. Odkryta 16 czerwca 1979 roku.